# یونس بلهنده
یونس بلهنده (زاده ۲۵ فوریهٔ ۱۹۹۰) بازیکن فوتبال اهل فرانسه با تبار مراکشی است.وی همچنین در تیم ملی فوتبال مراکش بازی کرده‌است.